# Oslo Turnforenings Historie 1855–1930
Oslo Turnforenings Historie 1855-1930 med undertitlen Festskrift i anledning av 75 års jubileet er skrevet af Einar S. Ween og udgivet af Oslo Turnforening i 1930. Bogen dokumenterer historien om gymnastikforeningens i forskellige perioder og har et særligt kapitel om Oslo Turnforenings Idrettsparti som var central indenfor udviklingen af norsk boksning. Bogen er på i alt 480 sider hvoraf at kapitlet om Idrettspartiet udgør 21 sider.